# Katuaq
Katuaq (дат. Grønlands Kulturhus) — культурный центр в столице Гренландии городе Нуук. Расположен в южной части города Nuuk Centrum.
Построен по проекту датской международной архитектурной фирмы Schmidt Hammer Lassen, основанной группой датских архитекторов. Строительство Katuaq стало совместным проектом правительства Гренландии, муниципального совета Нуука и Совета Северных стран. Сдан в эксплуатацию 15 февраля 1997 года.
Носит имя Ханса Люнге (1906—1988), гренландского писателя, поэта, драматурга, художника-импрессиониста, скульптора, политика, одного из основателей современного искусства Гренландии.

## Описание

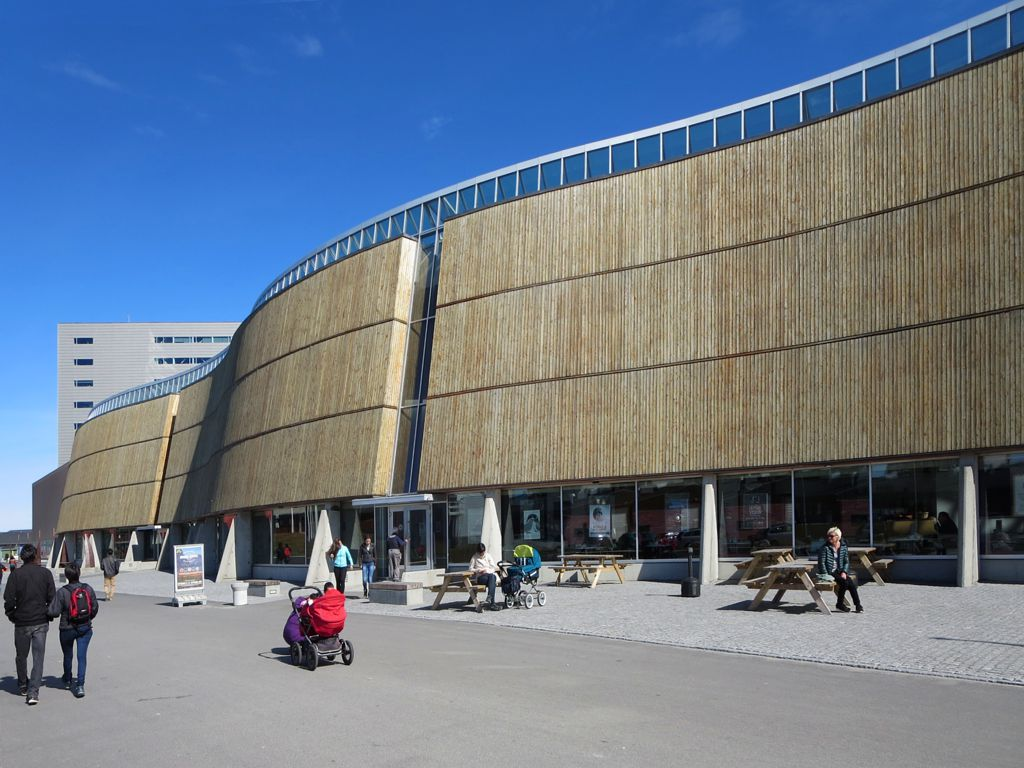
Katuaq в 2015 году

Katuaq — здание L-образной формы с волнообразным, обращенным несколько назад фасадом, обращенным к центральному городскому пространству Нуука. Облицован как внутри, так и снаружи золотой лиственничной древесиной. Идея постройки фасада такой формы вдохновлена явлением северного сияния. Между общим периметром и основным зданием расположено большое фойе с тремя белыми автономными элементами в форме треугольника, квадрата и круга.
Состоит из двух залов (аудиторий), бо́льший из которых вмещает 1008 человек, а меньший — 508. Большой зал используется для проведения концертов, театральных и кинопредставлений, конференций. Katuaq имеет также несколько конференц-залов, административных офисов и кафе.